# Microlicia
Genre
Microlicia est un genre  de plantes à fleurs dicotylédones appartenant à la famille des Melastomataceae. Ce groupe comprend à l'heure actuelle quelque 186 espèces décrites et acceptées. Les espèces de ce genre sont originaires du Brésil, de Bolivie, de Colombie, Guyane, Pérou et Venezuela .

## Taxonomie
Le genre a été décrit par David DON et publié sur Memoirs of the Wernerian Naturel History Society 4: 283, 301. en 1823.

## Quelques espèces
Un petit nombre des espèces du genre Microlicia ont été acceptées avant février de 2013. La liste alphabétique suivante ne comporte que les premières espèces nommées dans ce groupe :
- Microlicia benthamiana Triana
- Microlicia cerifera (Gardner) À.B. Martins & Almeda
- Microlicia cordata (Spreng.) Cham.
- Microlicia fulva (Spreng.) Cham.
- Microlicia giuliettiana (Markgr.) À.B. Martins & Almeda
- Microlicia guanayana Wurdack
- Microlicia mucugensis (Wurdack) Almeda & À.B. Martins
- Microlicia myrtoidea Cham.
- Microlicia noblickii (Wurdack) À.B. Martins & Almeda
- Microlicia ordinata (Wurdack) Almeda & À.B. Martins
- Microlicia parvula (Markgr.) Koschn. & À.B. Martins
- Microlicia sphagnicola Gleason
- Microlicia vernicosa (À. Barreto Ex Pedersoli) À.B. Martins & Almeda
- Microlicia weddellii Naudin

## Biographie
- Forzza, R. C. et Al. 2010. Liste de espèces Flore do Brésil.